# سنتو استفانو دی ماریا
سنتو استفانو دی ماریا (به ایتالیایی: Santo Stefano di Magra) یک کومونه در ایتالیا است که در استان لا اسپتزیا واقع شده‌است.

## خصوصیات
سنتو استفانو دی ماریا ۱۴٫۰ کیلومترمربع مساحت و ۸٬۴۶۳ نفر جمعیت دارد.